# Toponymie basque
Cet article analyse les toponymes basques, noms de lieux en général, d'habitation (village ou maison) en particulier. Les familles pyrénéennes étant désignées par leur nom de maison, ces toponymes expliquent la plupart des patronymes d'origine basque.

## Classification des toponymes basques
On peut distinguer les noms modernes qui ont suivi l'évolution de la langue et restent ainsi intelligibles par le basque, de toponymes plus anciens caractéristiques de l'aire pyrénéenne présumée bascophone, mais souvent délicats à interpréter.

## Toponymes modernes

### Typologie
Le basque étant une langue agglutinante, il n'est pas rare de trouver des toponymes basques assez longs. Le plus souvent cependant, on a affaire à des toponymes constitués de deux termes :
1. un radical relatif à la végétation ou à la topographie ;
2. un collectif, locatif ou qualificatif.

Mais on trouve aussi simplement Larre "lande", Mendi "montagne", Bizkai / Biscay "contrefort", Aiher "versant" (qui ne vient pas du gascon cranhe "craindre" comme le prétend à tort J.A. Lakarra à cause du sens moderne "penchant").

#### Végétation
La végétation — tout au moins les espèces les moins communes ou exigeant un terroir particulier — s'avère être un moyen pratique pour identifier un lieu et l'usage qui peut en être fait. De nombreux toponymes sont basés sur des noms de végétaux.
Les principaux thèmes végétaux sont :
- ametz 'pyrenean oak or pedunculate oak/ marojo / chêne tauzin ou chêne pédonculé': Ameztoi (Amestoy) 'tauzinaie'…
- areitz, haritz 'oak / roble / chêne' : Hariztoi (Haristoy), Harizkun 'chênaie'
- arantza 'spine / espina / épine': Arantzadi, Arantzatsu 'épineraie'
- astigar, azkar 'maple / arce / érable' : Astigarraga
- gorosti 'holly / acebo / houx' : Gorostiaga = Gorostidi = Gorostiz(a) = Gorostieta = Gorostarrazu 'houssaie'
- haltz 'alder / aliso / aulne' : Haltzu(a) (Halsou) 'aulnaie'
- intxaur(tz) 'walnut tree / nogal / noyer' : Intxauspe 'sous les noyers'
- lizar 'ash / fresno / frêne': Lizardi, Lizarrantzu (Lizarazu, Lichans, Licerasse), Lizarraga, Lizarreta (Lejarreta) 'frênaie'
- sahats 'willow / sauce / saule' : Sahasti 'sauçaie', Sagaspe 'sous les saules'
- urritz 'hazelnut tree / avellano / noisetier' : Urrizti, Urrizterrazu 'coudraie'
- zuhar 'elm / olmo / orme', Zuhaitz 'arbre' : Zuhar(ra) (Suhare), Zuhaizti (Suhast), Zuhaizkun (Suhescun), Zuhatzu (Zuazo) 'ormaie'
- zur ou zu 'wood / madera / bois' : se trouve souvent en début de nom d'arbres Zurzuri 'peuplier', ou d'éléments en bois Zureria 'charpente'

arbustes de landes :
- ihi 'rush / junco / jonc' : Idoi, Ihitzeaga (Iceaga) 'jonchaie', Ihitzarte(a) (Ihitçart) 'entre jonchaies'
- ilharre, txilar 'heather / brezo / bruyère' : Ilhardoy 'lande à bruyère'
- iratze 'fern / helecho / fougère' : Iratzabal 'fougeraie étendue'
- othe 'gorse / aulaga / ajonc' : Othaiz < othe + -iz 'lande d'ajoncs'

On les associe à des suffixes caractérisant le lieu ou la position :
- un lieu : -eta, -aga, -itz, -doi > -di, -azu…
- positionnement : -pe « sous », ondo, hegi « voisinage, bordure »…
- type de lieu : ibar « vallée »…
- qualificatif : zabal « étendu »…

Les collectifs, souvent fossiles, n'apportent pas d'information particulière.

#### Animaux
Les animaux ne caractérisent pas aussi spécifiquement un lieu que la végétation. Certains noms semblent toutefois y référer :
- Artzamendi (montagne à Itxassou) est interprété localement par hartz mendi « montagne de l'ours ». Mais il ne s'agit que d'une étymologie populaire : le nom est en fait un toponyme pléonastique « mont mont » avec un premier terme basé sur la racine (k)harr} — « pierre, roc ».
- Otxondo s'analyse comme parage aux « loups ». Faut-il là aussi soupçonner les toponymes en otso, oxo « loup » d'étymologie populaire ? Probablement, car au Moyen Âge leur correspond un radical gotso — distinct du nom de personne otso « loup ».
- Otxogorrigagna signifie la « montagne du loup rouge ».
- Hartzapasia signifie le « passage de l'ours ».
- Oxocelhaya signifie la « place du loup ».
- Auñamendi signifie la « montagne du chevreau ».

Beaucoup de noms de lieux basques font référence à l'ours et au loup.

#### Topographie & constructions
Les principaux thèmes topographiques sont :
- (k)harr — « pierre » : Arrhegi < harr- + hegi 'bordure de roc', Harluzeaga (Arluciaga) 'lieu du roc long', Harrieta (Harriet, Arette) 'aux pierres', Harbide 'chemin des pierres', (utilisé comme matériau dans Harretxe, Harzubi…)
- haitz ou aitz 'pierre, roche' : Aitzgorri 'roche rouge', Haizpuru(a) (Aizpurua, Azpuru(a), Aspuru) = Haitz buru 'limite du rocher', aizpe (aspe) 'bas de falaise'
- haran, ibar 'vallée' : Haranbeltz 'vallée noire', Haranburu (Haramboure) = Ibarburu (Ibarboure) 'fond de vallée'
- basa-, oihan, 'forêt, bois' : Basaburu, Oihanburu (Oyhamboure…) 'limite des bois', Oihartzun (Oiartzun, Oyharsun, Oyarzun) 'domaine de la forêt'
- bide 'chemin' : Bidarte (Bidart), Bidegain 'chemin du dessus'
- larre, lar- 'lande' : Larralde 'en bordure de lande', Larressore < Larresoro 'champ dans la lande', Larrun (La Rhune < Larr-hun, Laruns) 'lieu de lande'
- mendi 'montagne' : Mendibil 'mont rond', Mendiluze 'mont allongé'

- ur 'eau' : Uhalde '(à) côté (de) l'eau', Uharte 'entre 2 ruisseaux'
- ithur 'source, fontaine' : Ithurralde 'à côté de la fontaine', Ithurbide 'chemin de la source', Iturrebaso 'bois de la source'
- aintzi marais' : Antxarte 'entre marais'
- lohi 'boue' : Lohiola (Loyola) 'cabane de la fondrière', Lohitzun (Lohitçun) 'marais'

- eliza 'église' : Elizetxe 'maison de l'église'
- olha 'cabane; forge' : Olazabal 'vaste domaine avec des cabanes'
- gaztelu 'fort' : Gaztelubide 'chemin du château'
- zubi 'pont' : de zu bois et ibi gué, passage de rivière, Zubiburu 'tête de pont'

On les retrouve associés à des :
- locatifs : alde 'à côté de', arte 'entre, intermédiaire', -hegi 'bordure', buru, guren 'bout', gibel 'derrière'…
- type de lieu : bide 'chemin'…
- adjectifs : beltz 'noir', bil 'rond', luze 'long', zabal 'étendu', zorrotz 'aigu'…
- augmentatif : -atz…

#### Maisons récentes
Les maisons récentes sont souvent appelées « maison » + qualificatif :
- etxe, etxa- 'maison' : Etxegarai = Etxegoihen = Goihenetxe = Goikoetxea 'maison d'en haut', Etxe gorri (Etchegorry) 'maison (décorée en) rouge', Etxarri (Etcharry) < Etxe sarhi(a), Javierre < Etxaberri = etxe berri (Echavarria, Etcheverry) 'maison neuve'…

- jauregi, salha 'château', 'maison noble' : Jauregi berri (Jaureguiberry) 'château neuf', Salhagoiti 'maison d'en haut'…
- herri 'village' : Herriberry 'nouveau village', Euskal Herria 'le Pays basque'
- iri, huri 'domaine' > 'bourg' : Iriarte (Iriart) 'domaine intermédiaire'…

avec comme déterminants :
- locatifs : behere, barne, barren 'bas', arte 'intermédiaire', goihen, goiti, garai 'haut'…
- lieu : mendi 'montagne', sarhi…
- adjectifs : berri 'nouveau', zahar 'vieux'…

L'ordre de détermination est hésitant :
- barren-etxe = etxebarne 'maison du fond'
- Ibarretxe 'maison de la vallée' mais Etxemendi (Etchemendy) 'maison de la montagne'

#### Métiers, industries
Les ateliers d'artisans sont souvent signalés par -tegi :
- Hargindegi(a) (Harguindeguy) 'atelier de maçon'
- Aroztegi(a) (Harozteguy, Aroztegui, Arostegui) 'forge'

Noter que les Basques ne s'appelaient pas 'charpentier' (zurgin) mais 'maison du charpentier' (zurgindegi).
Noter aussi le nom :
- Arrozpide(a) : « chemin de la forge » (peut-être compris comme « chemin des étrangers » par confusion avec arrotz étranger).

#### Noms de personne
On attribue toujours un nom de maison aux nouveaux venus. Mais ce nom peut faire référence à l'occupant, à son prénom, son origine ou son métier : 
1) noms en -ena, -enea (la graphie -nea est un résidu de déclinaison).
- Martikorena 'maison de Marticot',
- Xoantokorena, Juantorena, ' maison de Petit-Jean',
- Ponetbeltxenea 'maison de 'béret noir'
- Musdehalsuenea 'maison de Monsieur de Halsou'.
- Martinharginaenea 'maison de Martin le maçon'
- Dantzarienea (Dancharia, Dantxarinea…) 'maison du danseur'
- Arotzena (Arocena, Arozena, Arotxena…), Arotzetxe (Arrotsétché) 'maison du forgeron'

2) noms en -tegi
- Lopetegi, Jaimetegi… « maison de Lupe, Jaime… »
- Arlandea, Silbendea, Manexunde(a) « maison de Roland (Arrolan), de Sylvain, de Maneixun (Jeannot)… »

#### Noms de saints
Certaines villes et villages doivent leur nom au saint paroissial. Au Pays basque, on leur attribue le titre don 'seigneur', d'où les noms :
- Donostia < Don Sostia < Don Sebastiao « Saint-Sébastien »
- Donoztiri < Don Ezteben iri « domaine de (la paroisse) Saint-Étienne (Saint Esteben) ».
- Donibane < don Iban : « Saint-Jean ».

#### Mélioratifs
Les mélioratifs gascons Betbeder (betj bedè), Bonlòc ont été adaptés en basque :
- Bista eder « belle vue »
- Leku ona « bon lieu »

De même les villas modernes affichent souvent des noms comme :
- Gure xokoa « notre coin (douillet) »
- Bakean « en paix »
- Hemen ongi « ici (on est) bien »
- Haurrendako « pour les enfants »
- Izengabea « la sans-nom », etc.

### Noms de rivières
Comme on le voit, les Basques savent attribuer des noms spécifiques à de multiples lieux qui pourtant se ressemblent. Il n'existe pas une telle variété pour les cours d'eau.
À côté des hydronymes fossiles, les noms vivants attribués aux ruisseaux sont :
- soit des hydronymes simples : Haran 'vallée', Urhabia, Urrobi 'trou d'eau', Ibai rivière (anciennement bai > Baigorri, Baiona), Xurrut 'ruisseau', Lats 'petit ruisseau'…
- soit un nom du lieu caractéristique du voisinage du cours du ruisseau : Arbelua / Arberoue 'ardoisière', [nom de domaine]-eko erreka 'ruisseau de …'

## Noms anciens

### Préhistoire basque

#### L'âge des chasseurs nomades - toponymie d'origine paléolithique
Certains toponymes sont très anciens et prennent leurs racines à l'époque des chasseurs nomades (paléolithique). Ces toponymes ancestraux sont surtout liés au relief ou à l'hydrologie.
C'est notamment le cas de la racine 'pierre, rocher' : basque (k)harr-, arménien khar, irlandais carraig etc.
On le trouve en France à l'origine de toponymes aussi divers que :
- Carcassonne, Carqueiranne, Garmendia, Garazi (et Gréciette), Caralp, Aravis, Arize, Ars-en-Ré, Artzamendi…

Dans le sens de 'rivière caillouteuse', on lui doit les noms de la Garonne, de la Charente ou du Cher.
Son dérivé basque (kʰ)ar-pe "sous les roches" > "pâturages" est un thème des plus répandus de la toponymie européenne, sous les variantes :
- karpe (Carpates, montes Carpetanos, Cerbère…),
- kalpe (Calpe, Calvi…),
- alp (Alpes, Albi, Albanie…) ou
- arpe (Arbailles).

Parmi les autres racines de grande diffusion attribuables au fond linguistique euskarien, on peut citer :
- *kan 'sommet' : Arcangues < Arkhangoiz(a), Cannes, Cagnes, le Canet
- *bun, munho 'tertre' : Bunus < Bunoz, Munich (Bavière; étymologie populaire par 'moines'), Monaco < *Monoecu-, Monein…
- ibar *'rivière' > 'vallée' : Ibérie, Èbre, Ebron (Aragon, Provence), Ibar (Montenegro, Kosovo, Serbie), Ebrach, Ibra (Allemagne), Ybbs (Autriche)… et son dérivé
- ibai 'rivière' > 'baie' : Baía / Bahia (Brésil), Wey, Wye (Angleterre, Pays de Galles)?, Bayonne < *Baiun(a), Baigorri, etc.
- Val d'Aran : de aran, vallée.

Élisabeth Hamel et Theo Vennemann, dans leur article : « Le basque fut la langue primitive du continent », soutiennent qu'en Allemagne, les toponymes en ibar 'vallée' sont réinterprétés en eber 'sanglier'. D'autres restent fidèles à l'explication par le celtique eburos 'if'.

#### L'agriculture - Influences néolithiques
Le Néolithique a favorisé les échanges entre l'est et l'ouest de la Méditerranée.
Le concept sumérien uru 'cité' se retrouve dans iri, irun, méridional huri 'domaine' > 'ville' si importants pour la toponymie basque (cf. toponymes antiques) :
- Irun, Iruña / Pamplona (avec une mouillure due à la déclinaison basque), Oloron < Iluro (avec l latin = r basque).

#### L'âge du bronze - Influences sorothaptiques
Le Pays basque a connu à l'âge des métaux une forte influence sorothaptique (premiers locuteurs indo-européens), comme en témoignent les nombreux harrespils (petits cromlechs) qui se sont développés sur nos sommets il y a 3 000 ans). C'est probablement à ces mouvements qu'est due l'arrivée de certains mots comme erreka (slave rêka) qui supplante le mot pyrénéen lats(a) 'ruisseau'.

#### L'âge du fer - Influences celtiques
Peu après, le Pays basque a connu l'âge du fer. C'est de cette époque que daterait la dualité Arotz / Arrotz qui signifie à la fois 'forgeron' et 'étranger'.
Bien que les Celtes aient transité par les Pyrénées pour s'installer au sud de l'Èbre et dans l'ouest de la péninsule Ibérique, ils n'ont laissé que peu de traces de leur passage hormis dans la vallée de la Garonne.
La langue basque présente quelques emprunts récents comme landa 'lande', et beaucoup de mots communs au basque et au celtique comme :
- bsq. hartz = gaulois artos 'ours' (à l'origine du nom du roi 'Arthur', gallois arth, breton arzh, ours) mot indo-européen,
- souletin tusuri 'démon' = gaulois dūsius 'être malfaisant' ≈ anglais dizzy 'étourdi'
- bsq. andere 'dame' = celt. andera 'jeune femme', 'génisse',
- bsq. mando mule (poney en gaulois)
- bsq. mutʰur 'bout' = v.irl. moth 'membre viril', etc.

Ces emprunts s'expliquent aussi bien par des influences communes antérieures (premiers Indo-Européens, civilisation des mégalithes, etc.) que par une proximité géographique de longue durée (500 ans).

### Toponymes antiques
L'expansion démographique a produit des noms de lieux comme Iri berri 'domaine neuf'. Avec sa variante Irun berri, il constitue l'un des noms de ville protohistorique considéré comme les plus répandus dans l'aire aquitano-ibérique :
- Auch (Elimberrum, Eliberris), Lombez (Ilumberris, Gers), Irunberri / Lumbier (Navarre), Lombers (Tarn), Elna / Elne (Illiberri), Elvira (Iliberri), Granada / Grenade (Illiberis; Andalousie)…

À noter cependant que cette thèse est sujette à controverse comme on pourra le lire dans l'article sur Elne. En effet une origine celte est démontrée pour tous ces toponymes et d'autres semblables hors de l'aire aquitano-ibérique.
Au sud-ouest de l'aire bascophone, c'est la variante Huri barri (Ullibarri) qui prévaut. Le r doux basque correspond au l latin.
Le suffixe -iz(a), -itz(a) forme aujourd'hui de nombreux noms de domaine sur la base :
- d'un toponyme : Aldama / Aldamiz, Etxano / Etxaniz, Garro / Garroitz, Orba / Orbaiz(eta)…
- d'un végétal : Zalgiz(a) (Sauguis), Biarritz < *Be(r)arritz…
- ou autre singularité : Ustaritz < *Uztarritz 'domaine du pieu'…

Il est attesté dès l'Antiquité dans le toponyme Iturissa à Aurizberri. Plus au sud, Tarazona est un ancien Turiazu également basé sur Iturri 'fontaine'.
Il est par contre plus difficile de reconnaître la ville d'Oiartzun (Gipuzkoa) dans l'antique Oeasso tant la graphie est approximative.
Le suffixe basque -oz(a), gascon -os(se) \ -òç(a) et aragonais -ués a constitué de nombreux noms de village dans l'aire vasconne :
- Uztarroz 'lieu du pieu', Mendoza 'lieu du mont', Garros, Garrotxa 'lieu du mont', Biscarrués = Biscarrosse 'lieu du tertre'…

Dans les régions celtisées, de nouveaux toponymes reprennent des racines basques. Ainsi Conimbriga (Coimbra Portugal) viendrait du basque goin et du celte briga qui signifient exactement la même chose (hauteur).

### La romanisation
Le suffixe -os a également formé des noms de domaine aquitano-romains face aux noms gallo-romains en -acum :
- Baliros "domaine de Valerius".

Inversement, le suffixe -acum se combine avec des noms aquitaniques comme :
- Séméac "domaine de Semeno", un dérivé de seme = 'fils'.

Outre-Pyrénées, le suffixe latin -anus devient -ao :
- Amillao < Aemilianus 'domaine d'Émile '.

Une certaine confusion s'installe entre les suffixes -ano romans et des noms locaux en -ann.
Un autre suffixe, -áin, a permis de former des noms de domaine sur la base du nom de leur fondateur, principalement en Navarre et en Soule :
- Belascoáin 'domaine de Belazko ', Ansoáin 'domaine de Santso ', Garindein 'domaine de Galindo '…

### Toponymes germaniques
Biarritz < beariz (1150) < *viaric < *wia-reiks?(Iglezias). J.B. Orpustan préfère l'expliquer par le basque *be(r)ar-itz "lieu d'herbe".

### Toponymes médiévaux
La place cédée par l'administration romaine a été occupée en partie par les Wisigoths. Ils ont laissé le mot germanique saal > français salle 'maison noble'. Les suffixes -eng(us) > -enx ne concernent pas le Pays basque : Libarrenx est une fantaisie graphique pour Iribarren.

Côté français, la documentation médiévale n'apporte en général que peu d'information nouvelle sur les noms de village. Tout au plus notera-t-on :
- la grande instabilité des graphies du nom Louhossoa (Lourhousane en 1595, Lahaussoa en 1683, Louhossiüa en 1690)
- que Hasparren est un ancien Ahaitz-barren(a) > Ahaizparren(a) (Ahezbarrene en 1247), contrariant l'étymologie populaire haritz barne.

Dans la partie méridionale du Pays basque en revanche, les noms de village relevés en 1025 dans la reja de San Millán sont très instructifs.
On y note :
- l'abondance des aspirations (jusqu'à trois dans Harhahia, moderne Araia) dans une région qui les a depuis abandonnées.
- l'utilisation de g pour marquer la palatisation (ng > ñ, lg > ll, Gogate moderne Ochate)
- la présence de suffixes -zaha (mod. -tza), -ahin
- des noms de domaine en (g)gana : Lopeggana, Licingana…
- qu'Apellaniz était un ancien Apinganiz, etc.

Ces vieux noms basques soulignent qu'une partie du patrimoine linguistique de l'époque est irréversiblement perdu.